# Aleutian Range
60°29′07″N 152°44′35″V / 60.48528°N 152.74306°V

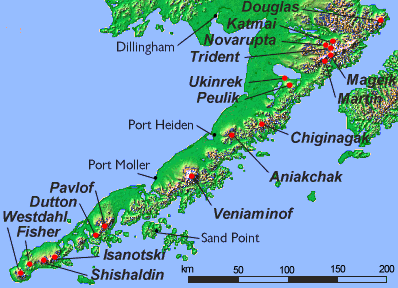

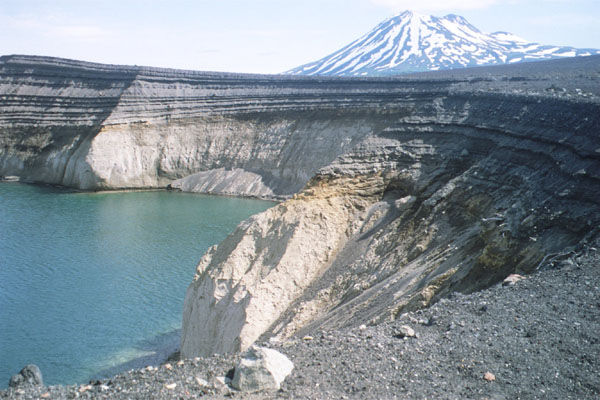

Aleutian Range este un lanț muntos situat pe peninsula Alaska, SUA. Munții se întind de la lacul „Chakachamna Lake” 130 km sud-vest de orașul Anchorage până pe insula Unimak care este cea mai mare dintre Insulele Aleutine. In nord munții mai sunt numiți Chigmit Mountains și ei fac legătura cu lanțul Alaska Range. Lanțul muntos are o lungime de 1.600 km și are o serie de vulcani activi. Regiunea munților este un ținut sălbatic, inaccesibil în care nu se poate ajunge decât cu avionul sau vaporul.

## Vulcani
- Mount Redoubt (3.108 m) - in Chigmit Mountains
- Mount Iliamna (3.054 m) - in Chigmit Mountains
- Mount Shishaldin (2.857 m) - pe Unimak
- Mount Pavlof (2.715 m)
- Mount Veniaminof (2.508 m)
- Isanotski Peaks (2.446 m) - pe Unimak
- Mount Denison (2.318 m)
- Mount Douglas (2.153 m)
- Mount Chiginagak (2.134 m)
- Double Peak (2.078 m) - in Chigmit Mountains
- Mount Katmai (2.047 m)
- Pogromni (2.002 m) - pe Unimak
- Mount Aniakchak (1.341 m)